# Fermi-Loch
Das Fermi-Loch ist ein physikalischer Effekt, der beschreibt, dass zwei Elektronen gleichen Spins nie am selben Ort zu finden sind.
Da die Gesamtwellenfunktion antisymmetrisch sein muss (Pauli-Prinzip) und hier der Spinanteil symmetrisch ist, muss der Raumanteil der Gesamtwellenfunktion antisymmetrisch sein. Betrachtet man jedoch den Limes, in welchem für beide Elektronen gleiche Koordinaten eingesetzt werden, verschwindet der Raumanteil und die Gesamtwellenfunktion ist an diesem Punkt null. Magnetisch gesehen ist der Parallele der ungünstigere Zustand als der Antiparallele. Durch das Auftreten des Fermi-Lochs gehen sich die Elektronen jedoch aus dem Weg und die repulsive Coulomb-Wechselwirkung wird geschwächt. Der Coulomb-Effekt ist bei weitem stärker als der magnetische Effekt.

## Geschichte
In der Quantenchemie bedient man sich numerischer Rechnungen, um Mehrelektronensysteme (z. B. Atome mit Ordnungszahl >1, Moleküle) zu beschreiben. Die Schrödingergleichung ist dann nicht länger analytisch lösbar.
Die bekannteste Methode ist Hartree-Fock, auch „Methode der selbstkonsistenten Felder“ genannt. In diesem Fall werden die Wechselwirkung eines partikulären Elektrons mit dem durchschnittlichen E-Feld aller anderen Elektronen iterativ berechnet.
Der größte Fehler der Hartree-Fock-Methode liegt darin, dass die sogenannte Elektronenkorrelation nicht berücksichtigt wird. Die Goldfrage dabei ist: Was passiert, wenn zwei Elektronen zur selben Zeit am selben Ort sind?
Genau hier kommen die Begriffe „Fermi-Loch“ (engl. Fermi hole) und „Fermi-Haufen“ (engl. Fermi heap) ins Spiel. Das Fermi-Loch bezieht sich auf den Fall, dass zwei Elektronen gleichen Spins aufeinandertreffen. Die Wahrscheinlichkeit, dass man Elektron 2 am selben Ort zur selben Zeit wie Elektron 1 findet, ist null.